# Rubberen Robbie
Rubberen Robbie was een Nederlandse muziekformatie, die tussen 1978 en 1983 enkele hits scoorde met medleys van persiflages van bekende Nederlandstalige liedjes.
Rubberen Robbie bestond uit Aart Mol, Geertjan Hessing, Erwin van Prehn, Cees Bergman en Elmer Veerhoff en kwam voort uit het ter ziele gegane Catapult en The Monotones uit Leiden/Katwijk.

## Cat Music
Het begin is erg gerelateerd aan Catapult. In België werd productiemaatschappij Cat Music opgericht. Willem van Kooten hoorde enkele demo's van nummers die de groep geschreven heeft. Hij vond de nummers prima en hitgevoelig, maar niet in de Catapultstijl. Hij raadde de groep aan voor andere artiesten te gaan schrijven. Lia Velasco, de Liberation of Man, de Internationals, Snoopy, Fantastique, The Surfers werden de artiesten die via Cat Music hits gingen scoren. Ook Patricia Paay (Who's that lady with my man en Livin' without you) schakelde de hulp van Catapult in.
De grootste successen kwamen toen André Hazes een hit scoorde met de producties en songs Het is koud zonder jou (1980), Een beetje verliefd (1981), Diep in mijn hart (1982) en Kleine Jongen (1990). Hazes nam 40 liedjes van Cat Music op. Daarnaast behaalde de eveneens Leidse rockgroep Tower begin 1982 een 11e plaats met See You Tonight.
In 1991 werd met entertainer Hans Versnel het nummer "Lekker swingen met die hap" opgenomen; een nummer in de stijl van de oude Rubberen Robbieklassiekers: persiflages op bekende Nederlandstalige nummers. Met Versnel werden meerdere nummers gemaakt, onder andere enkele voetbalhits als "We gaan met z'n allen naar Amerika", dat later weer gecoverd werd door Tinus Tulp, ook uit de regio Katwijk/Leiden.

## De hut van Ome Henne
De groep woonde in een commune op een flat aan de Arendshorst in de Leidse Merenwijk. In de auto onderweg naar de studio om een punkplaat op te nemen, werd als geintje in 1978 de song Zuipen geschreven. Oorspronkelijk bedoeld als B-kant, maar nadat Hugo van Gelderen van de TROS de song ging draaien werd het de A-kant. De oorspronkelijke A-kant was Geef mij maar drank, op de melodie van 'Ça plane pour moi' van Plastic Bertrand. Als parodie op die naam werd Rubberen Robbie gekozen. Zuipen werd een kleine hit in Nederland.
In Zuipen wordt gezongen over De Hut van Ome Henne. Bevriende kroegbaas Willem Ankone werd in 1978 benaderd met de vraag of hij iemand wist die ter gelegenheid van de verjaardag van de groep een café een maand lang De Hut van Ome Henne wilde noemen. Ankone besloot zijn net geopende kroeg zonder naam in de Leidse Sint Aagtenstraat zo te noemen. Echter niet voor één maand maar voor een langere tijd. De officiële opening werd verricht door Rubberen Robbie zelf. Het eerste optreden van Rubberen Robbie vond ook plaats in de Hut van Ome Henne op 30 april 1980. De kroeg heeft tot heden altijd zijn naam behouden.
Aanvankelijk wisten de nummers van Rubberen Robbie de hitparades nauwelijks te halen. Zo flopten achtereenvolgens De ambulance (een cover van De postkoets van De Selvera's, 1979), Nee, je moet het je broer laten doen (1980) en Twee mobiele ogen die keken de kraker aan (op de melodie van Twee reebruine ogen (1980), een lied over krakers en de Mobiele Eenheid.
In 1981 scoorde de groep een nummer 1-hit met het nummer De Nederlandse sterre die strale overal. Dit nummer was een parodie op Stars on 45, overigens een productie van de voormalig producer van Catapult, Jaap Eggermont. De groep zong carnavalsliedjes in plat Leids, waarvan er nog drie een hit werden. In 1982 bracht de groep onder de naam The Lunatix het nummer There's a Ghost in my House uit, maar dit flopte.
Na onder andere Nee, je moet op vakantie gaan in 1982 en Een beetje verziekt (een parodie op Een beetje verliefd van André Hazes) in 1983 stopte de reeks platen van Rubberen Robbie.

## Spin-offs
Naast het zingen waren de groepsleden ook actief als componist, schrijver en producer van andere Nederlandse acts, zie hierboven bij Cat Music. Als een tot dan gebruikte groepsnaam niet paste werd er een 'ghostnaam' gekozen. Zo werd de hit Mono (1980) uitgevoerd onder de naam The Monotones. Het nummer moest Video killed the radio star (1979, Buggles) en Popmuzik (1979, M) persifleren.
Vanaf 1983 werden door Rubberen Robbie geen hits meer gescoord. Onder enkele andere namen (Master Genius (Let's break en Let's break into the 80's), Video Kids (Woodpeckers from space en Do the rap) en Question Mark werden echter nog wel enkele singles uitgebracht.
De productiemaatschappij Cat Music produceerde vanaf 1991 de cd's, dvd's en stripverhalen van Ome Henk.

## Rubberen Henkie
Rubberen Robbie geniet nog altijd bekendheid. Sinds 2012 treedt de Leidse tributeband Rubberen Henkie op met het oude Rubberen Robbie-repertoire. Rubberen Henkie is ontstaan uit de punkband Maximum Overdrive.

## Discografie

### Albums
Zie voor de naam/namen van de uitvoerende(n) bovenstaande tekst.
| Album met eventuele hitnotering(en) in de Nederlandse Album Top 100 | Datum van verschijnen | Datum van binnenkomst | Hoogste positie | Aantal weken | Opmerkingen |
| ------------------------------------------------------------------- | --------------------- | --------------------- | --------------- | ------------ | ----------- |
| Rubberen Robbie                                                     | 1979                  | -                     | -               | -            |             |
| Rubberen Robbie 2                                                   | 1981                  | 29-08-1981            | 3               | 12           |             |
| Rubberen Robbie 3                                                   | 1981                  | 05-12-1981            | 27              | 3            |             |
| Rubberen Robbie 4                                                   | 1982                  | 23-10-1982            | 31              | 1            |             |

### Singles
Zie voor de naam/namen van de uitvoerende(n) bovenstaande tekst.
| Single met eventuele hitnotering(en) in de Nederlandse Top 40 | Datum van verschijnen | Datum van binnenkomst | Hoogste positie | Aantal weken | Opmerkingen                                       |
| ------------------------------------------------------------- | --------------------- | --------------------- | --------------- | ------------ | ------------------------------------------------- |
| Zuipen                                                        |                       | 17-6-1978             | tip             |              | Rubberen Robbie/#40 in de Nationale Hitparade     |
| Uit je bol met alcohol                                        |                       | -                     | -               |              | Rubberen Robbie                                   |
| De ambulance                                                  |                       | -                     | -               |              | Rubberen Robbie                                   |
| Mono                                                          |                       | 9-2-1980              | 15              | 7            | Monotones/#15 in de Nationale Hitparade           |
| De vuile zeeballade                                           |                       | -                     | -               |              | Rubberen Robbie                                   |
| De Nederlandse sterre die strale overal                       |                       | 1-8-1981              | 1               | 10           | Rubberen Robbie/#1 (4x) in de Nationale Hitparade |
| Meer Nederlandse sterre (Holland olé)                         |                       | 10-10-1981            | 8               | 6            | idem/#2 in de Nationale Hitparade                 |
| De Nederlandse sterre die viere carnaval                      |                       | 23-1-1982             | 12              | 5            | idem/#4 in de Nationale Hitparade                 |
| Het slurvenlied                                               |                       | 10-4-1982             | tip             |              | idem/#45 in de Nationale Hitparade                |
| There's a ghost in my house                                   |                       |                       | -               |              | Lunatix                                           |
| Ik ben met Katootje                                           |                       | 21-8-1982             | 25              | 4            | Rubberen Robbie/#11 in de Nationale Hitparade     |
| Nee je moet op vakantie gaan                                  |                       | 23-10-1982            | 48              |              | idem/#48 in de Nationale Hitparade                |
| Oh wat is het toch fijn om bij de fanfare te zijn             |                       | 8-1-1983              |                 |              | idem/#48 in de Nationale Hitparade                |
| Een beetje verziekt                                           |                       | -                     | -               |              | idem/#40 in de Nationale Hitparade                |
| Let's break                                                   |                       | 21-1-1984             | 14              | 6            | Master Genius                                     |
| Let's break into the 80's                                     |                       | 26-5-1984             | tip             |              | idem                                              |
| Woodpeckers from space                                        |                       | 6-10-1984             | 14              | 7            | Video Kids                                        |
| Do the rap                                                    |                       | 1-6-1985              | tip             |              | idem                                              |